# Parque nacional Flinders Chase
Flinders Chase es un parque nacional en Australia Meridional, ubicado en la isla Canguro, a 213 km al suroeste de Adelaida.
Flinders Chase comprende un grupo de áreas protegidas en el extremo oeste de la isla Canguro, formado por el cabo de Couedic y el río rocoso en el sudoeste, la tierra de gansos al nordeste y el faro del cabo Borda en el noroeste. El parque se encuentra a 110 km al oeste de Kingscote, la más grande localidad de la isla.
Desde su declaración como parque nacional en noviembre de 1919, Flinders Chase se ha convertido en santuario para especies en peligro de extinción traídas del continente. Durante 40 años, se trajeron 23 especies de animales que incluyen koalas (1923) y ornitorrincos (1928). Muchas de esas especies se han mantenido en la isla y pueden ser observadas en la actualidad.